# Les 7N
Ne doit pas être confondu avec Les Trois N.
Les 7N (The 7D) est une série télévisée d'animation américaine en 44 épisodes de 22 minutes produite par Walt Disney Television Animation et diffusée entre le 7 juillet 2014 et le 5 novembre 2016 sur Disney XD et le 4 janvier 2015 sur Disney Junior.
La série a pour personnages principaux les sept nains, les personnages issus du film d'animation Blanche-Neige et les Sept Nains (1937).
Elle est diffusée dans les pays francophones sur Disney XD puis Disney Junior et au Canada sur La Chaîne Disney.

## Synopsis
Les sept nains (7N) vivent dans un merveilleux royaume appelé : Jollywood au service de la Reine Délicieuse. Ils doivent protéger le royaume contre les méchants : Grim et Hildy Gloom. Les Gloom sont toujours prêts à prendre place de la Reine Délicieuse au royaume de Jollywood et prendre possession de la mine de diamants de 7N. Ensemble, Les 7N réussiront à affronter tous les dangers et périls qui se mettront sur leur passage.

## Personnages

### Personnages principaux
- Joyeux (Happy) (VO : Kevin Michael Richardson ; VF : Martin Spinhayer) est toujours heureux il est souvent vu avec sa guitare ou autres instruments, ce qui énerve souvent Grincheux. Selon le portrait des 7N il a 459 ans, fait 86 cm, pèse 45 kg et son surnom est "Énervant"
- Grincheux (Grumpy) (VO : Maurice LaMarche ; VF : Patrick Waleffe) est toujours mécontent, l'application "The 7D Mine Train" affirme qu'il a souri une fois et qu'il a détesté ça. Selon le portrait des 7N il a 462 ans, fait 85 cm, pèse 40 kg et son surnom est "Groumpf"
- Atchoum (Sneezy) (VO : Scott Menville ; VF : Alessandro Bevilacqua) est allergique à tout ce qui existe ce qui cause de sacrés dégâts dans Jollywood, mais aussi fort utile pour démasquer les Glooms. Selon le portrait des 7N il a 456 ans, fait 85 cm, pèse 42 kg et son surnom est "Snirfl".
- Simplet (Dopey) (VO : Dee Bradley Baker) est l'artiste du groupe, il est l’artiste favori de l'oncle Humidor. Il ne s'exprime qu'avec des bruits d'animaux et des sifflements. Il aide souvent Prof dans ses inventions. Selon le portrait des 7N il a 460 ans, fait 90 cm, pèse 39 kg et son surnom est "Siffleur".
- Timide (Bashful) (VO : Billy West ; VF : Gauthier de Fauconval) est le plus peureux de tous, l'application "The 7D Mine Train" affirme que ses parents ne l'ont jamais vu, qu'il a peur de son ombre et que son ombre a peur des autres ombres. Selon le portrait des 7N il a 453 ans, fait 88 cm, pèse 38 kg et son surnom est "AAAH".
- Dormeur (Sleepy) (VO : Stephen Stanton ; VF : Pierre Bodson) dort toujours c'est sa principale occupation. Selon le portrait des 7N il a 456 ans, fait 90 cm, pèse 36 kg et son surnom est "Ronpiche".
- Prof (Doc) (VO : Bill Farmer ; VF : Michel Hinderyckx) est le plus intelligent de Jollywood. Selon le portrait des 7N il a 467 ans, fait 90 cm, pèse 44 kg et son surnom est "Professeur Prof".

### Personnages récurrents
- La Reine Délicieuse (Queen Delightful) (VO : Leigh-Allyn Baker ; VF : Maia Baran) est la souveraine de Jollywood.
- Lord Amidon (Lord Starchbottom) (VO : Paul Rugg ; VF : Mathieu Moreau) est l'assistant de la Reine. Il déteste les 7N.
- Hildy Gloom (VO : Kelly Osbourne ; VF : Angélique Leleux) est l'une des antagoniste principaux avec son mari Grim, elle convoite le trône de la Reine. Son nom Hildegard vient probablement du nom de la méchante Reine du film qui s'appelle Grimhilde.
- Grim Gloom (VO : Jess Harnell ; VF : Michelangelo Marchese) est l'un des deux antagoniste principaux avec sa femme Hildy, il essaye d'aider Hildy à avoir le trône de la Reine. Son nom Grimwold vient probablement du nom de la méchante Reine du film qui s'appelle Grimhilde.
- Boucle d'or (Goldilocks) (VO : Nancy Cartwright) apparaît dans l'épisode Boucle d'or et les 7N ou elle mange leurs dîners et leur cause des problèmes. Elle s'enfuit ensuite chez les trois cochons après que les 7N l'ont mise à la porte.
- Lalala Shazam (Snazzy Shazam) (VO : Leigh-Allyn Baker) est l'ennemie jurée d'Hildy. Selon Grim elle faisait tout mieux qu'elle.
- Oncle Humidor (VO : Michael McKean) est l'oncle de la Reine. C'est un grand voyageur qui a fait un livre.
- Boule de Cristal (Crystal Ball) (VO : Jay Leno ; VF : Peppino Capotondi) est la boule de cristal des Gloom. Il fait toujours des blagues qui ne font rire que Grim.
- Miroir Magique (Magic Mirroir) (VO : Whoopi Goldberg ; VF : Nathalle Hons) est le miroir magique de la Reine. Elle voit la véritable nature des personnes. Grincheux le soupçonne d'être peu fiable.

## Épisodes

### Première saison (2014-2015)
1. Les Géants minuscules / Le Rubis royal
2. Pour l'amour du fromage / Les Grandes Orgues royales
3. Miroir, miroir / Le Timide masqué
4. Le concert de JollyWood / Hildy la gentille
5. Oncle Humidor / La Pierre de l'esprit brillant
6. Sir Canillnot a disparu / La Facture de l'ozymandus
7. ? / La Bague magique
8. Une vie contre un cookie / La Fête du Jollyjour
9. La Saison des allergies / ?
10. Le Huitième N / La Perle de sagesse
11. La Magie de Simplet / Les Haricots magiques
12. L'Anniversaire de Lord Amidon / Les Nouveaux Voisins
13. Le Mauvais Sort de sommeil / Boucle d'or et les 7N
14. Grim le dragon / Les Poissons éléphants
15. JollyWood Joe / Les Tout Petits Chasseurs d'araignée
16. Les Poils de barbe de Grincheux / Qui a dérobé le diamant de la reine ?
17. Grand-père Grincheux et l'ogre / La plus jolie du royaume
18. Les Chaussures enchantées / Suprême sorcière
19. Atchoum et le grand méchant loup / Sept chats blancs pour Hildy et les 7N
20. La Grande Invention / L'Atchoumnésie
21. La Fête du jour de congé / Où sont passés Gisèle et Pétronille
22. Les 7 grenouilles / Sir Caillot et l'autre chien blanc
23. Titre inconnu
24. Titre inconnu

### Deuxième saison (2016)
Le 12 décembre 2014, Disney XD renouvelle la série pour une seconde saison, diffusée à partir du 23 janvier 2016.